# Edwin Gerhard Krebs
Edwin Gerhard Krebs (Lansing, 6 juni 1918 – Seattle, 21 december 2009) was een Amerikaans biochemicus en Nobelprijswinnaar. In 1992 won hij samen met Edmond H. Fischer de Nobelprijs voor de Fysiologie of Geneeskunde voor hun ontdekkingen over de reversibele fosforylering van eiwitten als biologisch regelmechanisme.

## Biografie
Krebs werd geboren als het derde kind van William Carl Krebs, een Presbyterianistische minister, en Louise Helen (Stegeman) Krebs. De familie verhuisde vanwege het werk van William vaak, maar toen Krebs zes jaar oud was verstigden ze zich in Greenville. Hier bleven ze tot Krebs' vader in 1933 onverwacht stierf, waarna Louise Krebs met haar gezin verhuisde naar Urbana, waar Krebs' oudere broers op de Universiteit van Illinois te Urbana-Champaign zaten. Krebs ging zelf naar de Urbana High School, en ging in 1936 studeren aan de Universiteit van Illinois te Urbana-Champaign. In zijn vierde studiejaar moest Krebs kiezen tussen een studie medicijnen of het halen van een hoger diploma in organische chemie. Omdat hij een studiebeurs kreeg voor de Washington-universiteit in Saint Louis, koos hij voor de eerste optie.
De studie medicijnen gaf Krebs de mogelijkheid om ook voor het beroep van arts te oefenen, en medisch onderzoek te verrichten. Na zijn afstuderen in 1943 ging hij 18 maanden werken bij het Barnes-Jewish Hospital. Daarna werd hij als legerarts bij de United States Navy. In 1946 werd hij ontslagen bij de marine, maar hij kon niet direct opnieuw beginnen als ziekenhuismedewerker. In plaats daarvan ging hij eerst biochemie studeren. Als postdoc werkte hij een tijdje met Carl en Gerty Cori. Aan het eind van zijn tweejarige studie besloot Krebs zijn carrière voort te zetten als biochemicus.
In 1948 accepteerde Krebs een positie als universitair docent in de biochemie aan de Universiteit van Washington, Seattle. Hier leerde hij in 1953 Edmond H. Fischer kennen. De twee besloten samen verder te werken aan een onderzoek naar de enzymologie van fosforylase. Tijdens deze studie ontdekten ze reversibele fosforylering, het onderzoek dat hun de Nobelprijs opleverde. 
Krebs' belangstelling voor lesgeven en bestuur maakten dat hij de universiteit verliet, en het Departement van Biologische Chemie aan de Universiteit van Californië - Davis oprichtte. In 1977 keerde hij terug naar de Washington-universiteit als voorzitter van het Departement van Farmacologie.
In 1989 ontving Krebs de Albert Lasker Award for Basic Medical Research en de Louisa Gross Horwitz Prize.
- Bibliothèque nationale de France: cb12279383r (data)
- Gemeinsame Normdatei: 1211930750
- International Standard Name Identifier: 0000 0000 6645 3222
- Library of Congress Control Number: n81058032
- Nationale Bibliotheek van Tsjechië: xx0107136
- Nationale Bibliotheek van Israël: 987007317229205171
- Nederlandse Thesaurus van Auteursnamen: 068661738
- Système universitaire de documentation: 031612628
- Virtual International Authority File: 56671312
- WorldCat: E39PBJwmXDkbtrRQGrkG7xGyh3

1901: Behring · 
1902: Ross · 
1903: Finsen · 
1904: Pavlov · 
1905: Koch · 
1906: Golgi, Ramón y Cajal · 
1907: Laveran · 
1908: Mechnikov, Ehrlich · 
1909: Kocher · 
1910: Kossel · 
1911: Gullstrand · 
1912: Carrel · 
1913: Richet ·
1914: Bárány · 
1919: Bordet · 
1920: Krogh · 
1922: Hill, Meyerhof · 
1923: Banting, Macleod · 
1924: Einthoven ·
1926: Fibiger · 
1927: Wagner-Jauregg · 
1928: Nicolle · 
1929: Eijkman, Hopkins · 
1930: Landsteiner · 
1931: Warburg · 
1932: Sherrington, Adrian · 
1933: Morgan · 
1934: Whipple, Minot, Murphy · 
1935: Spemann · 
1936: Dale, Loewi · 
1937: Szent-Györgyi · 
1938: Heymans · 
1939: Domagk · 
1943: Dam, Doisy · 
1944: Erlanger, Gasser · 
1945: Fleming, Chain, Florey · 
1946: Muller · 
1947: C. Cori, G. Cori, Houssay · 
1948: Müller · 
1949: Hess, Moniz · 
1950: Kendall, Reichstein, Hench · 
1951: Theiler · 
1952: Waksman · 
1953: Krebs,Lipmann ·
1954: Enders, Weller, Robbins · 
1955: Theorell · 
1956: Cournand, Forssmann, Richards · 
1957: Bovet · 
1958: Beadle, Tatum, Lederberg · 
1959: Ochoa, Kornberg · 
1960: Burnet, Medawar · 
1961: Békésy · 
1962: Crick, Watson, Wilkins · 
1963: Eccles, Hodgkin, Huxley · 
1964: Bloch, Lynen · 
1965: Jacob, Lwoff, Monod · 
1966: Rous, Huggins · 
1967: Granit, Hartline, Wald · 
1968: Holley, Khorana, Nirenberg · 
1969: Delbrück, Hershey, Luria · 
1970: Katz, Euler, Axelrod · 
1971: Sutherland · 
1972: Edelman, Porter · 
1973: Frisch, Lorenz, Tinbergen · 
1974: Claude, De Duve, Palade · 
1975: Baltimore, Dulbecco, Temin ·
1976: Blumberg, Gajdusek · 
1977: Guillemin, Schally, Yalow · 
1978: Arber, Nathans, Smith · 
1979: Cormack, Hounsfield · 
1980: Benacerraf, Dausset, Snell · 
1981: Sperry, Hubel, Wiesel · 
1982: Bergström, Samuelsson, Vane · 
1983: McClintock · 
1984: Jerne, Köhler, Milstein · 
1985: Brown, Goldstein · 
1986: Cohen, Levi-Montalcini · 
1987: Tonegawa · 
1988: Black, Elion, Hitchings · 
1989: Bishop, Varmus · 
1990: Murray, Thomas · 
1991: Neher, Sakmann · 
1992: Fischer, Krebs · 
1993: Roberts, Sharp · 
1994: Gilman, Rodbell · 
1995: Lewis, Nüsslein-Volhard, Wieschaus · 
1996: Doherty, Zinkernagel · 
1997: Prusiner · 
1998: Furchgott, Ignarro, Murad · 
1999: Blobel · 
2000: Carlsson, Greengard, Kandel ·
2001: Hartwell, Hunt, Nurse · 
2002: Brenner, Horvitz, Sulston · 
2003: Lauterbur, Mansfield · 
2004: Axel, Buck · 
2005: Marshall, Warren ·
2006: Fire, Mello ·
2007: Capecchi, Smithies, Evans ·
2008: Zur Hausen, Barré–Sinoussi, Montagnier ·
2009: Blackburn, Greider, Szostak ·
2010: Edwards ·
2011: Beutler, Hoffmann, Steinman ·
2012: Gurdon, Yamanaka ·
2013: Rothman, Schekman, Südhof ·
2014: O'Keefe, Moser, Moser ·
2015: Campbell, Omura, Tu ·
2016: Osumi ·
2017: Hall, Rosbash, Young ·
2018: Allison, Honjo ·
2019: Kaelin, Ratcliffe, Semenza ·
2020: Alter, Houghton, Rice ·
2021: Julius, Patapoutian ·
2022: Pääbo ·
2023: Karikó, Weissman ·
2024: Ambros, Ruvkun